# Hasdingi
Hasdingi (också Asdingen  Hasdingen und Haddingjar) var en del av de vandaliska stammarna under den sena romerska tiden. Vandalerna var ett germanska folk, som sannolikt talade ett östgermanskt språk. Stammen kan spåras tillbaka till den norra kanten av Karpaterna i området för dagens Rumänien och Ungern på 100-talet e.Kr. samtidigt som Przeworskkulturen expanderade till denna region och nämns senare igen i källorna under folkvandringstiden. De första  rapporterna om folket skrevs under det romerska imperiets första århundraden i de var då bosatta i det område som nu är Polen, östra Tyskland, Tjeckien och Slovakien.

## Historia
Hasdingi är mest kända för en framgångsrik invasion, under Geiserik, av det romerska Nordafrika. De skapade där ett kungarike med huvudstad i Karthago i Tunisien.
Under de markomanniska krigen hjälpte Hasdingi romarna enligt engelska wiki medan de var inblandade i strider med det romerska riket enligt tyska wiki. De bosatte sig i de karpatiska och pannoniska områdena som ligger i Ungern och Rumänien samtidigt som Przeworskkulturen expanderade till denna region. I slutet av 200-talet förenades de med den andra vandaliska understammen, Silingen, och invaderade Romarriket omkring år 401. I slutet av 406 deltog de tillsammans med silingiska vandaler, sveber och sarmatiska alaner i övergången av Rhen. Deras kung Godigisel miste livet i strid mot frankerna strax före överfarten. Efter några år i Gallien flyttade dessa folk till den iberiska halvön 409. 
Efter några är med plundringar i provinsen Hispania bosatte Hasdingi sig sedan i Gallaecia (Galicien, Asturien och norra Portugal) tillsammans med sveberna. Deras rike var ett av de tidiga barbariska som grundades före det västromerska rikets fall. Gunderik, Godigisels efterträdare som kung av Hasdingi, förlorade sitt rike år 419 efter ett slag vid Nervasosbergen. Vandalerna höll på att vinna slaget mot sveberna. Då blev vandalerna drivna på reträtt av en romersk arme som kom till svebernas undsättning. 
År 419 marscherade Gunderic, kungen av Hasdingi med sin armé till Baetica. Där blev han kung över båda grenarna av vandalerna alltså även silingi de kvarvarande alanerna, Hans tidigare rike i Gallecia införlivades i det svebiska riket. Hydatius beskriver i sin krönika inte vad som hände med befolkningen i Hasdingiriket, om de lyckades fly till Baetica eller, vilket var brukligt på den tiden, blev slavar. Gunderic efterträddes av sin bror Geiserik 428 e.Kr. Han ledde sitt folk till Nordafrika där han etablerade ett vandaliskt kungarike i området kring Karthago som varade till 533.